# Schmöckwitzer Brücke
Die Schmöckwitzer Brücke (auch Neue Brücke genannt) ist eine Straßenbrücke in Berlin, die im Bezirk Treptow-Köpenick im Zuge der Wernsdorfer Straße über die Dahme führt.

## Geschichte
Bei Schmöckwitz baute man im Jahr 1602 eine Brücke, die brannte am Ende des Dreißigjährigen Kriegs beim Durchzug der kaiserlichen Armee ab. Die Brücke über der Dahme nach Schmöckwitz Werder war bis zum Anfang des 20. Jahrhunderts eine einfache Pfahljochbrücke mit Aufzügen, sodass Segelschiffe durchgelassen werden konnten. Nach mehrfachen Erneuerungen der Brücke und nur kurzlebigen Konstruktionen soll sie im Jahr 1813 auch mal abgebrannt worden sein. Im Jahr 1887 wurde das Adlergestell ausgebaut, danach wurde angestrebt eine Brücke zwischen Schmöckwitz Werder und Wernsdorf dauerhaft über der Dahme zu bauen und dies geschah neun Jahre später durch den Krugwirt Gärisch. Zu dieser Zeit wurde Schmöckwitz zu einem Wassersport- und Naherholungszentrum für die Berliner.
Viele Jahre später im Jahr 1907 begannen die Neuarbeiten für eine Stahlbrücke mit zwei Öffnungen und die wurde Neue Brücke genannt. Die neue Brücke wurde gegenüber der alten Brücke um etwa 50 Meter nach Oberstrom verschoben und erforderte die Herstellung neuer Brückenrampen, die westliche Öffnung mit 6,7 Metern leichter Weite überbrückte eine stählerne Klappbrücke für den Schiffsdurchlass. Den Überbau der östlichen Öffnung bildete ein stählernes Fachwerk mit 45 Meter Stützweite. Die Brücke war 10,3 Meter breit, hatte eine Fahrbahnbreite von 5,6 Metern und war im östlichen Feld gepflastert. Außerdem war sie im Bereich der Klappe mit Holzbohlen belegt. Im Jahr 1908 wurde die Brücke fertiggestellt, das Hebewerk blieb bis zum Jahr 1939 und bis 1941 in der Rechtsträgerschaft des Wasserstraßenamts.
Deutsche Truppen hatten am 23. April 1945 – Minuten bevor die Rote Armee in Schmöckwitz einzog – den östlichen Überbau gesprengt. Kurz nach dem Zweiten Weltkrieg ersetzten sowjetische Pioniere Unterstrom die gesprengte Brücke durch eine aus zwei quer stehenden Kähnen gebildete, schwimmende Behelfsbrücke. Am 6. Juni 1946 kam es auf der Behelfsbrücke zu einer Havarie. Denn in der Nacht fuhr eine Zugmaschine mit zwei Hängern aus Wernsdorf auf die unbeleuchtete Brücke und wegen der Überlast kippten die Kähne und das Fahrzeug in die Dahme. Nach diesem Unfall wurde veranlasst, dass die schwimmende Brücke abzubrechen und wiederum Unterstrom der alten Brücke eine Notbrücke mit fünf Metern Fahrbahnbreite auf gerammten Holzpfahljochen zu erbauen sei. Im Jahr 1947 wurde die 80 Meter lange Brücke für den Autoverkehr wieder freigeben, nachdem die gesprengten Stahlkonstruktionen aus dem Wasser beseitigt worden waren. Die schmale beschränkte Holzbrücke war nur eine Übergangslösung.
Im Jahr 1951 wurden erste Entwürfe für einen Neubau der Brücke gemacht und dabei untersuchte man die Stahlkonstruktionen in den Varianten einer Zweigelenkrahmen, Zweigelenkbogen mit Zugband und durchlaufender Balkenbrücke. Die Baumaßnahmen für einen Neubau der Schmöckwitzer Brücke verzögerten sich bis zum Jahr 1960. Es wurde eine Stahlträgerkonstruktion mit drei Öffnungen gebaut, die eine verbundlos aufgelegte Stahlbetonfahrbahnplatte trägt. Die Stützweitenverhältnisse wurden wahlweise aus den alten Widerlagern und des vorhandenen Strompfeilers bei entsprechender Vorbereitung maßgebend verwendet. Es ergaben sich bei einem zusätzlichen Einbau eines zweiten Strompfeilers Überbaustützweiten von jeweils 9, 36 und 9 Metern. Hinter dem westlichen Widerlager befinden sich alte Klappenkeller, die man mit einer Stahlbetonplatte überbaute. Die neue Brücke ist nun 72,4 Meter lang, ist 22,8 Meter breit und davon entfallen 12 Meter auf die Fahrbahn. Bei dem Neubau blieb die Brückenachse unverändert erhalten. Im Jahr 1963 wurde die Behelfsbrücke abgebaut, bei der neuen Brücke die Herstellung der Uferbefestigung durchgeführt und damit die Bauarbeiten abgeschlossen.